# Alois Pokorny
Alois Pokorny (né à Iglau le 22 mai 1826 et mort à Innsbruck le 29 décembre 1886) est un naturaliste et un directeur de lycée autrichien.
Il fut le professeur de Sigmund Freud de 1866 à 1873, lorsque ce dernier fréquentait le lycée communal (Sperlgymnasium) de Vienne.

## Hommages
Une rue de Vienne, la Pokornygasse, a été nommée ainsi en 1894 en son honneur.

## Œuvres
liste non exhaustive
- (avec Constantin von Ettingshausen) Physiotypia plantarum austriacarum. Der Naturselbstdruck in seiner Anwendung auf die Gefässpflanzen des österreichischen Kaiserstaates, mit besonderer Berücksichtigung der Nervation in den Flächenorganen der Pflanzen, Wien, Druck und Verlag der kaiserlich-königlichen Hof- und Staatsdruckerei, 1856, 5 vol., 500 pl.
- Plantae Lignosae Imperii Austriaci. Österreichs Holzpflanzen : Eine auf genaue Berücksichtigung der Merkmale der Laubblätter gegründete floristische Bearbeitung aller im Österreichischen Kaiserstaate wild wachsenden oder häuflig Cultivirten Bäume, Sträucher und Halbsträucher,  Wien, K.K. Hof- und Staatsdruckerei, 1864, 525 p. 79 pl.
- « De l'origine des plantes alpines », Schriften des Vereins zur Verb. naturwiss. Kentnisse in Wien, 1871, VllI B. (trad, par Prudhomme de Barre, La Belgique horticole, 1878, p. 84).
- Illustrierte Naturgeschichte des Pflanzenreichs Für die unteren Classen der Mittelschulen, 1878.